# André Vásquez
Lisandro André Vásquez Pizarro (Lima, 30 gennaio 2003) è un calciatore peruviano, centrocampista dell'UTC Cajamarca.

## Carriera

### Club
Vásquez è cresciuto nel settore giovanile dell'Alianza Lima ed ha iniziato la sua carriera calcistica con il Pirata FC in Segunda División nel 2021. Nel 2023 è stato acquistato dal Melgar con cui ha debuttato in Liga 1 il 12 maggio nell'incontro vinto 2-0 contro lo Sport Boys. Nel gennaio del 2024 è stato ceduto in prestito al Cusco fino al termine della stagione.
Il 5 dicembre 2024 ha rescisso il contratto con i rossoneri e poche settimane dopo ha firmato con l'UTC Cajamarca.

### Nazionale
Nel gennaio del 2023, è stato incluso nella lista dei convocati della nazionale peruviana Under-20 per il campionato sudamericano di categoria organizzato in Colombia.

## Statistiche
Statistiche aggiornate al 3 gennaio 2025.

### Presenze e reti nei club
| Stagione        | Squadra         | Campionato      | Campionato | Campionato | Coppe nazionali | Coppe nazionali | Coppe nazionali | Coppe continentali | Coppe continentali | Coppe continentali | Altre coppe | Altre coppe | Altre coppe | Totale | Totale | Totale |
| Stagione        | Squadra         | Comp            | Pres       | Reti       | Comp            | Pres            | Reti            | Comp               | Pres               | Reti               | Comp        | Pres        | Reti        | Pres   | Reti   |        |
| --------------- | --------------- | --------------- | ---------- | ---------- | --------------- | --------------- | --------------- | ------------------ | ------------------ | ------------------ | ----------- | ----------- | ----------- | ------ | ------ | ------ |
| 2021            | Pirata FC       | SD              | 16         | 0          | CP              | 0               | 0               | -                  | -                  | -                  | -           | -           | -           | 16     | 0      |        |
| 2022            | Pirata FC       | SD              | 17         | 4          | CP              | 0               | 0               | -                  | -                  | -                  | -           | -           | -           | 17     | 4      |        |
| Totale carriera | Totale carriera | Totale carriera | 33         | 4          |                 | 0               | 0               |                    | -                  | -                  |             | -           | -           | 33     | 4      |        |
| 2023            | Melgar          | L1              | 4          | 0          | CP              | 0               | 0               | CL                 | 0                  | 0                  | -           | -           | -           | 4      | 0      |        |
| 2024            | Cusco           | L1              | 21         | 0          | CP              | 0               | 0               | -                  | -                  | -                  | -           | -           | -           | 21     | 0      |        |
| Totale carriera | Totale carriera | Totale carriera | 58         | 4          |                 | 0               | 0               |                    | 0                  | 0                  |             | -           | -           | 58     | 4      |        |